# محمدعلی لقاء
محمدعلی لقاء (زادهٔ بهمن ۱۳۲۱) موسیقی‌دان، نوازنده و مدرس موسیقی اهل ایران است.

## زندگی‌نامه
محمدعلی لقاء (مسعود لقاء) در بهمن سال ۱۳۲۱ در تهران متولد شد. برخلاف میل پدر، از کودکی فراگیری موسیقی را با ساز «نی‌لبک» آغاز کرد و دور از چشم خانواده نی‌لبک می‌نواخت. پس از آنکه پدرش صدای سازش را شنید، او را در کلاس موسیقی ثبت نام کرد. وی از سن ۱۴ سالگی به نواختن ساز فلوت تحت نظر عباس خوشدل پرداخت و به مدت ۴ سال در مسابقات هنری مدارس شرکت کرده و رتبه اول را کسب کرد. سپس به ارکستر کودکان رادیو راه یافت. او تحصیلات موسیقی را در دانشکده هنرهای زیبای دانشگاه تهران پی گرفت. از استادان وی در دانشگاه می‌توان به توماس کریستیان‌داوید اشاره کرد.
او از سال ۱۳۳۷ با تلویزیون ایران به همکاری پرداخت. در سال ۱۳۴۵ به استخدام وزارت فرهنگ و هنر درآمد و از سال ۱۳۵۰ تدریس موسیقی را آغاز کرد. پس از آن به ارکستر سمفونیک تهران به رهبری حشمت سنجری راه یافت و حدود ۱۸ سال به عنوان نوازنده فلوت با ارکستر سمفونیک تهران همکاری داشت. بهناز ذاکری نوازنده سنتور و «نازیلا لقاء» نوازنده تار، همسر و فرزند محمدعلی لقاء هستند.
در سال ۱۳۹۲ مدرک درجه یک هنری به او اعطاء شد. در مهر ۱۳۹۵ از محمدعلی لقاء به همراه ۵ هنرمند دیگر در هنرستان موسیقی تجلیل به عمل آمد. در تاریخ ۲ آذر ۱۳۹۷ در مراسم چهارمین سال نوای موسیقی ایران از محمدعلی لقاء تقدیر به عمل آمد و تندیس «سال نوا» و لوح تقدیر به ایشان اهداء شد.

## فعالیت‌های هنری
برخی از فعالیت‌های محمدعلی لقاء عبارتند از: نوازندگی در «ارکستر وزیری» به رهبری فرهاد فخرالدینی، نوازندگی در ارکستر سمفونیک تهران، نوازندگی در ارکستر ملی ایران، تدریس در در انستیتو مربیان امور هنری وزارت آموزش و پرورش، تدریس در دانشسرای هنر، تدریس در هنرستان موسیقی دختران و پسران، تدریس در دانشگاه هنر، تدریس در دانشگاه آزاد اسلامی، تدریس در دانشگاه جامع علمی کاربردی٬داوری آزمون عملی صلاحیت تدریس موسیقی وزارت فرهنگ، داوری جشنواره سرود و موسیقی شمسه، داوری جشنواره موسیقی محله، داوری جشنواره موسیقی جوان